# Филиппова, Анастасия Павловна
Анастасия Павловна Филиппова (Горина), октябрь 1896; д. Ивановка, Даниловская волость, Аткарский уезд, Саратовская губерния, Российская империя — 1975; Москва, РСФСР, СССР) — советская актриса театра и кино, артистка фронтовой бригады.
Наиболее известная одной из главных ролей Василисы Ильиничны Мелеховой в советском фильме Сергея Аполлинариевича Герасимова Тихий Дон.

## Биография
Родилась в октябре 1896 года в деревне Ивановка Даниловской волости Аткарского уезда Саратовской губернии, в многодетной семье.
Окончила начальную сельскую школу, позже два года училась на повторительных курсах. Придя и увидя в театре один из спектаклей, Анастасия захотела стать актрисой. С 1914 года по 1930 годы служила в театрах провинциальных городов, выезжала в Саратов, Уральск, Кострому, Владикавказ, Липецк, Серпухов и во многие другие. С 1930 года обосновалась в Москве, где продолжила жить и работать. В своё время служила в драматическом театре им. Н. Э. Баума, в фронтовом театре. В 1946 году вошла в труппу вновь организованного Московского драматического театра (Театр на Малой Бронной). Закрепившись в данной театре, Анастасия прослужила там около восьми лет, успев отыграть больше двадцати театральных ролей. С 1957 года дебютировала в качестве киноактрисы и снялась сразу в одной из главных ролей в фильме Тихий Дон, сыграв роль Ильиничны. В последствии было ещё около пяти ролей в кинофильмах.
Ушла из жизни в 1975 году города Москвы.

## Фильмография
- 1957—1958 — Тихий Дон — Ильинична — главная роль
- 1959 — Спасённое поколение — Екатерина Митрофановна
- 1961 — Евдокия — вахтёр на заводе с телефоном (нет в титрах)
- 1962 — Люди и звери — бабушка Степанида Гавриловна
- 1965 — Ваш сын и брат — мать Воеводина
- 1969 — Старый дом — няня (нет в титрах)

## Личная жизнь
Была замужем, у артистки был сын. Во время Великой Отечественной войны они пропали без вести. В дальнейшем женщина проживала жизнь в одиночестве.

## Оценочные мнения
- В фильме Тихий Дон сыграла роль с большой любовью, искренностью и с достоверностью создала образ матери большого семейства, на долю которой выпало много тяжёлых испытаний. — киновед Алексей Тремасов[1].
- Работа Филипповой в Тихом Доне, безусловно, стала настоящим украшением картины, и невозможно представить другую актрису на её месте. — киновед Алексей Тремасов[1].

## Издательства
- С. Д. Воронин. Музы в шинелях: советская интеллигенция в годы Великой Отечественной войны : документы, тексты, воспоминания. — РОССПЭН, 2006. — 440 с. — ISBN 978-5-8243-0675-0..